# Kruszyna (województwo opolskie)
Kruszyna – (niem.Schonau), wieś w Polsce położona w województwie opolskim, w powiecie brzeskim, w gminie Skarbimierz.
W latach 1975–1998 miejscowość administracyjnie należała do ówczesnego województwa opolskiego.

## Zabytki
Do wojewódzkiego rejestru zabytków wpisany jest:
- kościół fil. pw. Matki Boskiej Różańcowej – wzmiankowany w 1325 roku - XIV w., XV w., 1900 r.; w latach 1535 – 1945 ewangelicki. Obecny kościół zbudowany na początku XVI wieku. Kościół wielokrotnie przebudowywany (pozostałości zdobień sgraffitowych). Boczne ołtarze wykonane z wykorzystaniem elementów snycerskich z XVII wieku. Kościół otoczony murem z XV wieku
- dawny zajazd, z poł. XIX w.